# Tropa Beta
Tropa Beta (em inglês Beta Flight) é um super grupo do Universo Marvel. Operada pelo Departamento H, a Tropa Beta é a equipe de super-herói treinamento para a Tropa Alfa.

## História
Tropa Beta é a equipe de treinamento para a Tropa Alfa. A equipe passou por várias formações.

### Primeira Formação
A primeira formação da Tropa Beta foi criado por James Hudson, após o fracasso de sua primeira equipe de super-humanos, The Flight (A Tropa, em tradução livre). Esta versão foi dissolvida quando o governo canadense cortou todas as verbas para o Departamento H, após várias missões fracassadas.
Ela era composta por: Flashback, Box (Roger Bochs), Marrina e Pigmeu (Eugene Milton Judd).

### Segunda Formação
A segunda formação da equipe foi criada por Heather Hudson para ajudar seu marido, Guardião, a derrotar Thundra. Heather descobre que na equipe existem dois membros da pimeira formação, Marrina e Pigmeu, ambos seriam promovidos a Tropa Alfa antes do governo fecha-lá. Depois da batalha, a equipe decide continuar junta sem ajuda governamental.
A segunda formação era composta por: Manikin(Quadra), Garota Púrpura, e as irmãs gêmeas Pathway e Goblyn.

### Terceira Formação
Logo depois que a Tropa Alfa voltou a ter ligações com o governo, uma nova Tropa Beta é criada. Como seus membros já tinham um certo nível de experiência, ela estava pronta para atuar em batalhas. Windshear atuou como conselheiro do grupo.
Essa formação era composta por: Manikin, Garota Púrpura, Pathway, Goblyn, Feedback, Talisman e Witchfire.

### Quarta Formação
Essa formação era secreta, nela três jovens mutantes eram mantidos em cativeiro. Ela fazia parte de uma operação secreta do governo canadense. Eles foram libertados quando o General Clarke morreu.
Os três jovens eram: Flinch, Ghost Girl e Oujia.

### Última Formação
Os membros dessa formação são membros que serviram temporariamente a Tropa Alfa. Após o retorno de alguns membros originais da Tropa Alfa, eles foram rebaixados para a Tropa Beta, pois eram considerados incapazes de permanecerem na tropa principal.
Esse membros eram: Ghost Girl, Manbot, Murmur e os irmãos Flex e Radius.
Não se houve falar da Tropa Beta desde que as duas últimas Tropas Alfas foram lançadas. Presume-se que ela tenha acabado, pois três de seus cinco membros, perderam os poderes no Dia-M.